# Макаскилл, Клара
Кла́ра Мака́скилл (англ. Klara MacAskill; 31 декабря 1964, Будапешт) — канадская гребчиха-байдарочница, родившаяся в Венгрии. Выступала за сборную Канады на всём протяжении 1990-х годов. Участница двух летних Олимпийских игр, бронзовая призёрка чемпионата мира, победительница многих регат национального и международного значения.

## Биография
Клара Макаскилл родилась 31 декабря 1964 года в Будапеште, Венгрия. Активно заниматься греблей на байдарках начала с раннего детства, проходила подготовку в каноэ-клубе «Уэст-Руж» в городе Скарборо.
Благодаря череде удачных выступлений попала в основной состав канадской национальной сборной и удостоилась права защищать честь страны на летних Олимпийских играх 1992 года в Барселоне — стартовала на дистанции 500 метров среди двоек и среди четвёрок, заняв в финалах пятое и шестое места соответственно.
Первого серьёзного успеха на взрослом международном уровне добилась в 1994 году, когда побывала на чемпионате мира в Мехико и привезла оттуда награду бронзового достоинства, выигранную в полукилометровом зачёте четырёхместных экипажей совместно с Каролин Брюне, Элисон Херст и Корриной Кеннеди — в финале их обошли только экипажи из Венгрии и Германии.
Будучи в числе лидеров гребной команды Канады, Макаскилл благополучно прошла квалификацию на Олимпийские игры 1996 года в Атланте — в четвёрках на пятистах метрах показала в решающем заезде пятый результат, немного не дотянув до призовых позиций. Вскоре по окончании этих соревнований приняла решение завершить карьеру профессиональной спортсменки, уступив место в сборной молодым канадским гребчихам.